# Väinö Muinonen
Väinö Muinonen   (Lappeenranta, 30 de desembre de 1898 - Imatra, 10 de juny de 1978) fou un atleta finlandès, especialista en curses de fons, guanyador de dues medalles al Campionat d'Europa d'atletisme.
El 1936 va prendre als Jocs Olímpics d'Estiu de Berlín, on fou cinquè en la marató del programa d'atletisme.
Va disputar el Campionat d'Europa d'atletisme de 1938 i 1946. El 1938 va guanyar la medalla d'or en la marató, tot superant a Squire Yarrow i Henry Palmé, segon i tercer respectivament; mentre el 1946 guanyà la medalla de plata, rere Mikko Hietanen. Guanyà el campionat finlandès de marató de 1937 i 1940.

## Millors marques
- 10.000 metres. 34'06.6" (1918)
- marató. 2h 33' 03" (1946)[4]